# 日本におけるオートバイ
日本におけるオートバイ（にほんにおけるオートバイ）では、日本においてのオートバイの免許区分、法令、環境について述べる。なお日本のオートバイ史については、日本のオートバイ史を参照。

## 交通法規上のオートバイ

### 法規上の区分
日本では道路交通法および道路運送車両法にて、内燃機関を原動機とするもの（エンジン車）は排気量に応じた区分が定められており、その区分により運転免許証の取り扱いが異なる。オートバイに関する法制度は度々変わっており、以下は2019年時点のものである。内燃機関以外を原動機とするもの（モーター車、電動車、電動バイクなど）は定格出力により区分されるが、エンジン車とは区分が異なる。
| 車両   | 排気量区分（単位cc）                 | - 50                         | 50超 - 90                                | 90超 - 125                               | 125超 - 250                              | 250超 - 400                                      | 400超 -                                          |
| 車両   | 定格出力区分                         | - 600W                       | 600 - 800W                               | 800超 - 1kW                              | 1kW超 -                                  | 1kW超 -                                          | 20kW超 -                                         |
| 法区分 | 道路交通法（車両区分）               | 原動機付自転車               | 小型自動二輪車                           | 小型自動二輪車                           | 普通自動二輪車                           | 普通自動二輪車                                   | 大型自動二輪車                                   |
| 法区分 | 道路交通法（免許区分）               | 大型二輪免許                 | 大型二輪免許                             | 大型二輪免許                             | 大型二輪免許                             | 大型二輪免許                                     | 大型二輪免許                                     |
| 法区分 | 道路交通法（免許区分）               | 普通二輪免許                 | 普通二輪免許                             | 普通二輪免許                             | 普通二輪免許                             | 普通二輪免許                                     | 不可                                             |
| 法区分 | 道路交通法（免許区分）               | 普通二輪免許（小型限定）     | 普通二輪免許（小型限定）                 | 普通二輪免許（小型限定）                 | 不可                                     | 不可                                             | 不可                                             |
| 法区分 | 道路交通法（免許区分）               | 原付免許または普通免許       | 不可                                     | 不可                                     | 不可                                     | 不可                                             | 不可                                             |
| 法区分 | 道路運送車両法（ナンバープレート色） | 原動機付自転車               | 原動機付自転車                           | 原動機付自転車                           | 軽自動車（白）                           | 小型自動車（白に緑枠）（電動は全て軽自動車扱い） | 小型自動車（白に緑枠）（電動は全て軽自動車扱い） |
| 法区分 | 道路運送車両法（ナンバープレート色） | 第一種（自治体により異なる） | 第二種乙（自治体により異なる）           | 第二種甲（自治体により異なる）           |                                          |                                                  |                                                  |
| 法区分 | 高速道路の通行                       | 不可                         | 不可                                     | 不可                                     | 許可                                     | 許可                                             | 許可                                             |
| 法区分 | 定期点検                             | 制度なし                     | 制度なし                                 | 制度なし                                 | 必要                                     | 必要                                             | 必要                                             |
| 法区分 | 車検                                 | 制度なし                     | 制度なし                                 | 制度なし                                 | 制度なし                                 | 必要                                             | 必要                                             |
| 法区分 | 一般道の法定速度                     | 30km/h                       | 60km/h                                   | 60km/h                                   | 60km/h                                   | 60km/h                                           | 60km/h                                           |
| 法区分 | 二人乗り                             | 不可                         | 乗車定員及び運転者の免許取得年数に準ずる | 乗車定員及び運転者の免許取得年数に準ずる | 乗車定員及び運転者の免許取得年数に準ずる | 乗車定員及び運転者の免許取得年数に準ずる         | 乗車定員及び運転者の免許取得年数に準ずる         |
| 法区分 | 二段階右折                           | 義務                         | 禁止                                     | 禁止                                     | 禁止                                     | 禁止                                             | 禁止                                             |
| 法区分 | 最大積載量                           | 30kg                         | 60kg                                     | 60kg                                     | 60kg                                     | 60kg                                             | 60kg                                             |

トライクは普通自動車の扱いであるため普通免許等が必要となるが、2009年9月1日より対象車種に限り、排気量に相応した二輪免許が必要となる。
上述の表に示すナンバープレートの色は自家用の場合で、バイク便などの事業用は文字と地の色が入れ代わる（緑ナンバー）。125cc以下は自家用と事業用の区別はないが、警察などが保有する公用車には非課税標識として、一般の課税標識とは区別されたナンバープレートが交付される。形状や色は市区町村によって違う場合があり、概ね第一種は白、第二種乙は黄色、同甲は桃色となっているが、一種でも桃色を採用している市町村もあり、色だけで排気量を判断することはできない。課税標識は青文字の場合が多く、非課税標識は赤文字となる場合が多い。以前は郵便バイクも非課税だったが、民営化に伴い課税となった。

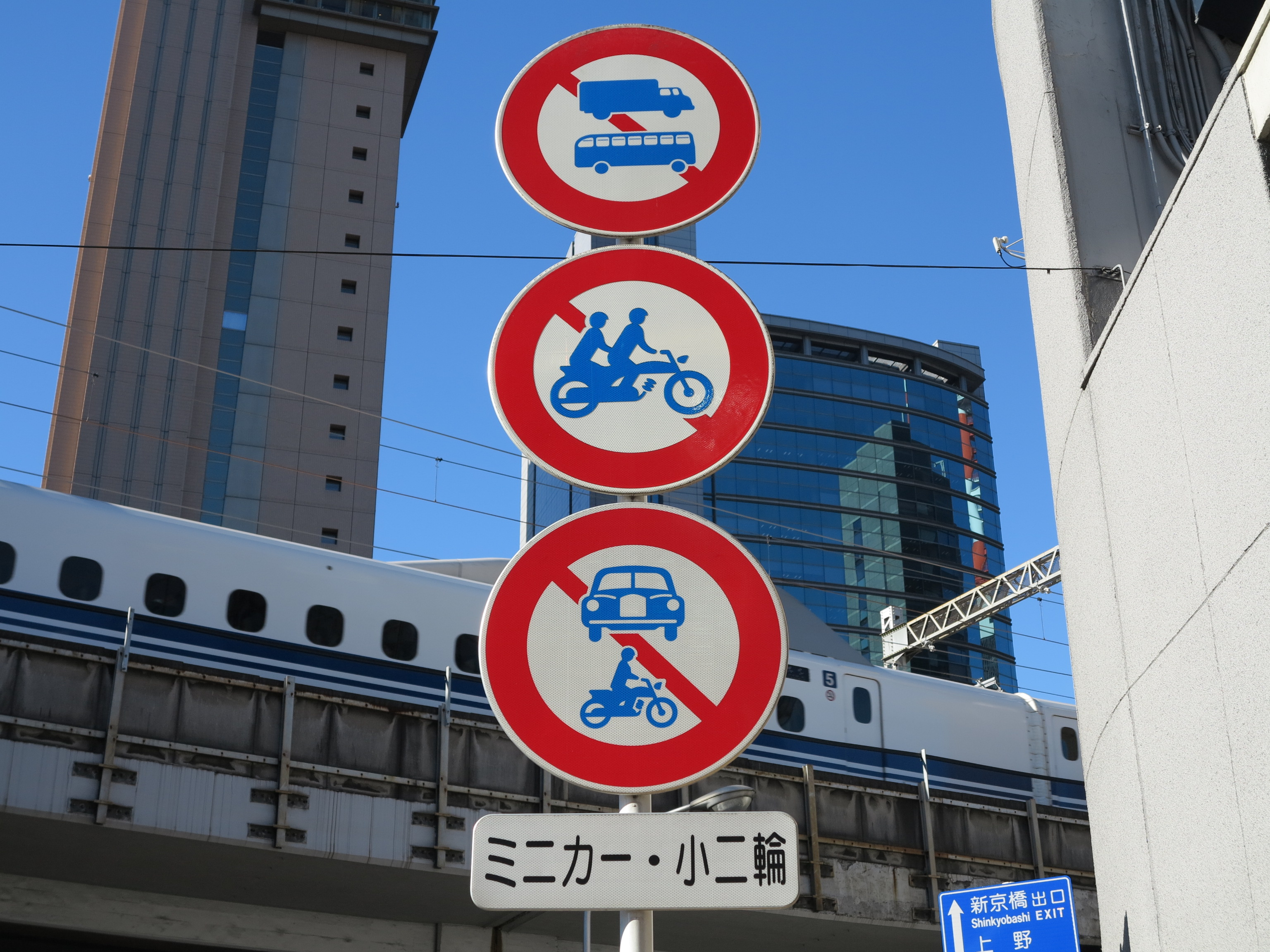
「小二輪」の使用例

道路標識等における標記は道路交通法に基づいており、「自二輪」と言う表記は、大型自動二輪車および普通自動二輪車を意味し、「小二輪」は第一種、第二種原動機付自転車（側車付きの場合は軽自動車）、「原付」は第一種原動機付自転車がその範囲となる。単に「二輪」と表記される場合はこれら全てを指す。
原動機を停止した状態で押して歩く場合は歩行者として扱われる。ただし、側車付き（トライクを含む）や、他の車両を牽引している場合は除外される。

### AT限定免許
AT車に限定した普通自動二輪・大型自動二輪のAT限定免許が2005年6月1日から施行された。
免許の規定によるAT車（AT二輪車）とは、「オートマチック・トランスミッションその他のクラッチ操作を要しない機構がとられており、クラッチの操作装置を有しない自動二輪車」とされており、スクーターが主流だが、スーパーカブ110のような「クラッチレバーのないMT車」も運転できる。なお、AT限定大型自動二輪免許を取得した者の条件欄には「0.650リツトル以下のAT車に限る」と表記されていたが、これはAT免許の区分が設定された時点では650ccを超えるAT大型自動二輪車が事実上存在しなかったためである。そのためAT限定大型二輪は650cc以下限定とされ、この免許においてVFR1200FやNC700シリーズのDCT車や輸入車のボスホスなど650cc超の排気量を持つAT車に乗る場合は、限定解除審査により限定なしの大型自動二輪免許を取得する必要があった。2019年12月1日より排気量制限はなくなったためAT限定大型自動二輪免許で650cc以上の排気量をもつAT車に乗車可能になった。
原動機付自転車（原付、50cc以下）については、日本の法律上ATとMTの区分が存在しないため、AT限定免許は存在しない。

#### 経緯
自動車のAT限定免許が1991年に作られてからも、オートバイ（自動二輪）についてはAT車が普及していった後もしばらくは限定なしの免許が続いていた。
しかしオートバイのAT限定免許導入には要望があり、例えば2002年3月14日に、ヤマハ発動機の長谷川武彦会長（2002年当時）が警察庁宛に「二輪車のオートマチック車限定免許の導入について」という要望書を提出している。その要望書によれば、日本国内の二輪車出荷台数は、小型自動二輪（または原付二種、51 - 125cc）で90%以上、軽二輪 (126 - 250cc) クラスでも約35%であったとされ、自動二輪車全体の出荷台数に占めるAT車の割合は約6割にもなっていた。
これらを受けて警察庁はまず「道路交通法施行規則等の改正試案」を作成し、一般から意見を募った。その後2004年（平成16年）5月に発表された「道路交通法施行規則の一部を改正する内閣府令」の中に「AT限定二輪免許の導入」が盛り込まれ、翌2005年6月より実施された。

#### オートマチック車の区分
AT限定免許の区分は下記の通りである。なお、参考として通常（AT限定なし）の免許区分も併記する。
|       |                | 排気量                   |                                                                                        |                                                                                        | |
| -50cc | 50超-125       | 125超-400                | 400超-                                                                                 |                                                                                        | |
| 免許  | AT限定なし免許 | 原付 四輪AT限定も可      | 普通自動二輪（小型）                                                                   | 普通自動二輪                                                                           | 大型自動二輪                                                                                              |
| 免許  | AT限定免許     | 原付 四輪AT限定も可      | 普通自動二輪（小型AT限定）                                                             | 普通自動二輪（AT限定）                                                                 | 大型自動二輪（AT限定）                                                                                    |
| 免許  | 技能試験と教習 | 技能試験無し             | 90 - 125ccの車両で教習・試験が行われる（AT限定はスクーター）                           | 300 - 400ccで車両重量140kg以上の車両で教習・試験が行われる（AT限定はスクーター）       | 700 - 1300ccで車両重量200kg以上の車両で教習・試験が行われる （当分の間AT限定は600 - 650ccのATスクーター） |
| 免許  | MT車に乗るには | 免許にAT・MTの区別がない | AT限定解除審査に合格が必要（または教習所で下表の時限「技能教習の教習時間の基準」受講） | AT限定解除審査に合格が必要（または教習所で下表の時限「技能教習の教習時間の基準」受講） | AT限定解除審査に合格が必要（または教習所で下表の時限「技能教習の教習時間の基準」受講）                    |

限定解除審査・上位限定移行の試験および教習は、試験車と同一の車両で実施される。

### 運転免許教習時間の基準
- 太字部分は限定解除審査となり、免許センター（試験場）で免許証は新規に発行されず、限定解除の裏書となる。
- ●部分は上位免許取得者が下位の免許を受験する事になるため、教習に関する基準が定められていない。

|                |            | 既得免許                |                        |            |            |            |            |       |   |
| 免許無し、原付 | 四輪免許   | AT小型限定              | 小型限定               | AT普通二輪 | 普通二輪   | AT大型二輪 | 大型二輪   |       |   |
| 取 得 免 許    | AT小型限定 | 実技9時間 / 学科26時間  | 実技8時間 / 学科1時間  | -          | ●          | ●          | ●          | ●     | ● |
| 取 得 免 許    | 小型限定   | 実技12時間 / 学科26時間 | 実技10時間 / 学科1時間 | 4時間      | -          | 不明       | ●          | 不明  | ● |
| 取 得 免 許    | AT普通二輪 | 実技15時間 / 学科26時間 | 実技13時間 / 学科1時間 | 5時間      | 3時間      | -          | ●          | ●     | ● |
| 取 得 免 許    | 普通二輪   | 実技19時間 / 学科26時間 | 実技17時間 / 学科1時間 | 8時間      | 5時間      | 5時間      | -          | 不明  | ● |
| 取 得 免 許    | AT大型二輪 | 実技29時間 / 学科26時間 | 実技24時間 / 学科1時間 | 実技18時間 | 実技17時間 | 実技10時間 | 実技9時間  | -     | ● |
| 取 得 免 許    | 大型二輪   | 実技36時間 / 学科26時間 | 実技31時間 / 学科1時間 | 実技24時間 | 実技20時間 | 実技16時間 | 実技12時間 | 8時間 | - |

### 二人乗り
日本では二人乗りでの運行には運転経験に基づいた条件が法規で定められており、一般道では大型二輪免許または普通二輪免許を受けていた期間が1年以上、高速道路では20歳以上で大型二輪免許または普通二輪免許を受けていた期間が合算3年以上が経過しないと二人乗り運行は認められない（側車付き二輪車を除く）。また、首都高速道路の一部区間などでは二人乗りが禁止されている。
日本の高速道路では側車付き二輪車を除き、二人乗りが禁止という状況が長年続いていたが、業界団体の訴えを受けて、2005年4月1日より解禁された。

## 環境規制

### リサイクル
日本では二輪車は使用済自動車の再資源化等に関する法律（自動車リサイクル法）の対象外であるが、日本の大手4社が自主的な取り組みとして、2004年10月1日から二輪車のリサイクルを行っている。

### 排出ガス

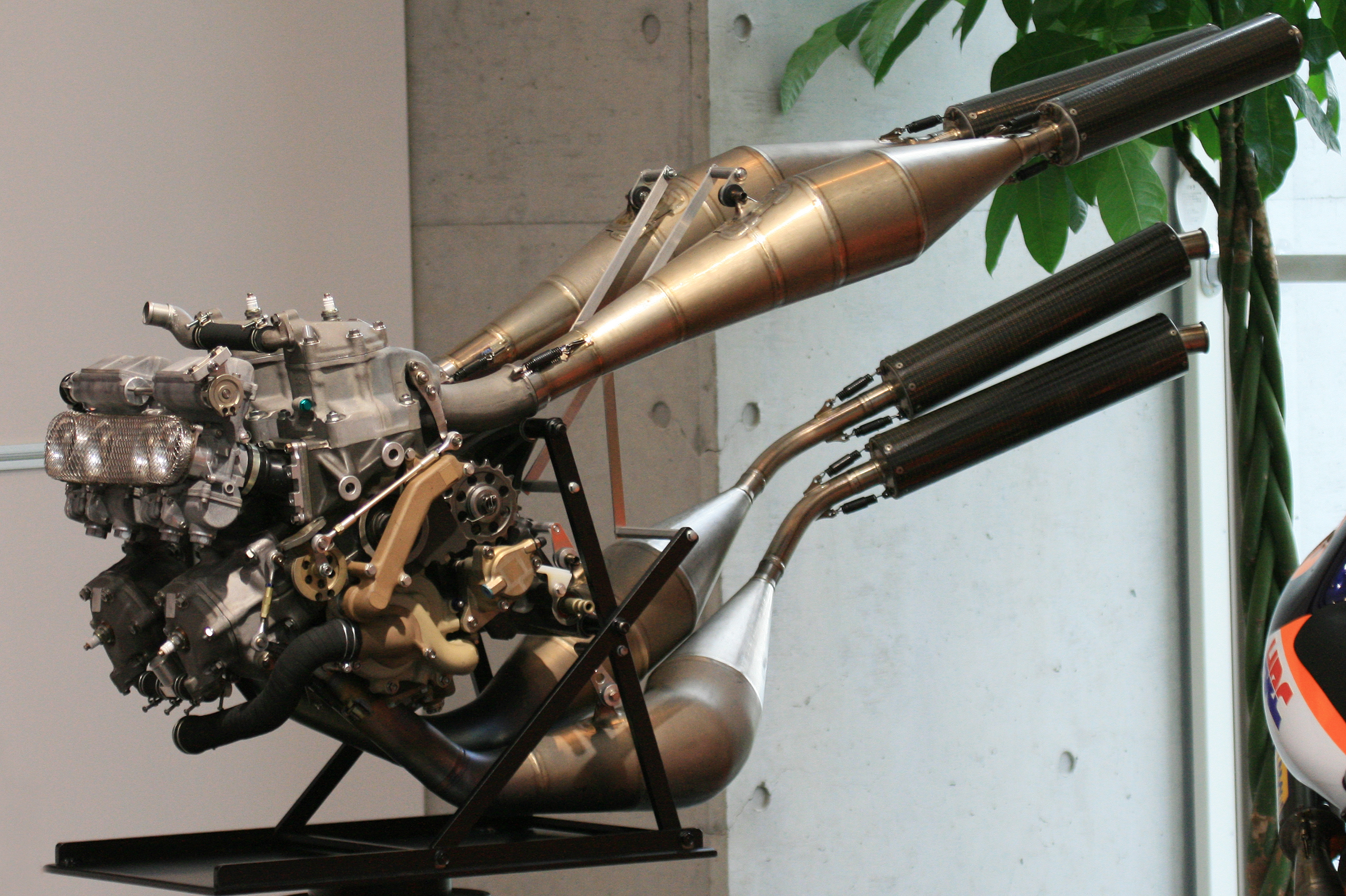
環境対応はレースの世界においても例外ではない。写真は1990年代に多くのメーカーが採用した2ストロークエンジン。

かつて日本では、オートバイは自動車排出ガス規制の対象外であったが、原付一種と軽二輪は1998年の新型車から、原付二種は1999年の新型車から平成10年排出ガス規制の対象とされ、2008年9月には平成18年排出ガス規制により輸入車も含む全車両に対して数値の強化が行われた。当時の国土交通省からの発表によれば世界で最も厳しいレベルであるという。結果として四輪車と同様に、小排気量車で多く使われていた2ストロークエンジンが廃止され、キャブレターを廃して電子制御式燃料噴射装置を採用することにより車両価格が高くなった。
2012年10月1日より（輸入車は2013年9月1日より）平成24年排出ガス規制として、日本も加わっている「国連の車両等の世界技術規則協定」における二輪自動車の排出ガス測定法（WMTC = the World-wide Motorcycle Test Cycle）を基準として適用されることになり、数値の一部が変更された。ただし一部の原動機付自転車は平成10年規制の数値が継続される。2013年7月よりWMTC測定法は、日本メーカーにおける燃費の測定基準としても扱われている。
2016年10月1日からは平成28年排出ガス規制として、欧州Euro4とWMTCを参考とした規制値および区分となり、燃料の気化対策や排気系統の動作確認装置搭載も義務付けられる。なお平成24年規制に基く継続生産と輸入車の登録は2017年8月31日までとなる。

### 騒音規制
日本では騒音規制法、道路運送車両法の保安基準によってオートバイの騒音が厳重に規制されている。しかしながら、オートバイの大きい騒音が測定され現行犯で検挙されることは極めて少なく、野放しとなっている。
具体的な数値に基づく規制が行われたのは1971年からで、欧州の規制値を参考に軽二輪（126～250cc）の定常騒音が74db、加速騒音が84db。小型二輪（251cc～）の加速騒音は軽二輪と同等で、加速騒音は86dbとなった。この値は1970年時点で販売されていたオートバイでは、大半がクリアできない基準であり、マフラーの吸音材の量を増やすなどして対応が行われた。
その後も、基準は段階的に厳しく、測定方法も厳密なものになっていった。現時点では具体的な許容限度や測定方法は環境省や国土交通省からの告示によって示されている。一つは国土交通省による型式認定を受けて発売される新車に適用される「自動車騒音の大きさの許容限度」（平成28年3月18日 環境庁告示第27号）で、規制の施行年度から「平成28年騒音規制」などと呼ばれており、もう一つは使用過程車（購入後の車両）に適用される「道路運送車両の保安基準の細目を定める告示の一部を改正する告示」（平成20年12月26日 国土交通省告示第1532号）によるもので、平成22年度4月以降に製造される車両に適用されることから「平成22年騒音規制」（以下、平成22年規制）などと呼ばれる。
日本のオートバイにおける騒音規制による数値は世界一厳しいものである。従前の規制であり平成12年2月21日に環境庁より告示されていた「平成10年規制」「平成13年規制」（以下、平成10・13年規制）においては、試験方法の違いから一概に比較することはできないが、具体的に新車の加速騒音規制値を欧州と比較すると原付一種で4デシベル、自動二輪で4 - 7デシベル厳しく、このことから国産車の国内販売すら妨げられ、国外でしか販売されない車両が多く存在した。
ただ平成10・13年規制においては輸入車および使用過程車は加速騒音規制値などが適用除外となっていたため、改造マフラーなどによる騒音問題の観点から、これらの車両にも平成10・13年規制同様の数値を全面適用させようとする動きがあったが、輸入車種の減少を懸念したライダー及び二輪業界から反論があったため、輸入車と使用過程車の規制値は欧州基準が準用され、またマフラーを確認なしに新規装着することが不可となるかたちで決着し、2010年4月より施行されたのが平成22年規制である。
平成22年規制では加速騒音規制値の上限が82dB（原動機付自転車は79dB）に設定され、マフラーを交換する場合は基準を満たしているか確認を受けることになる。なおマフラーについては性能確認や欧州基準適合などのマークがあれば基準を満たした扱いを受けるが、マークがないものについても公的機関で構造確認と共に騒音検査を受け加速騒音規制の基準を満たしていれば使用できる。ただしこの規制の強化にあたり、日本国外のメーカーから車両を輸入する正規ディーラーが、最大出力を減少させた車両や、ロングマフラー化した車両を『日本仕様』として発売するケースが増えることになった。
平成22年規制に至るまでに行われた実証実験の中で、平成10・13年規制における加速騒音の規制値そのものが厳しいものであることが確認されており、これ以上の騒音対策が物理的に難しいことに加え、日本の型式認定を受ける新車にのみ騒音規制に対応させることが国内販売におけるコスト増加の原因になることから、騒音規制も排出ガス規制同様に国際基準への移行を求める声が日本国内のメーカーから高まった。これらの声を受け、環境省の諮問機関で審議が行われた結果、オートバイの加速騒音規制については国際連合欧州経済委員会自動車基準調和世界フォーラムの ECE R41-04 を準拠とした規制値と騒音測定方法に変更されることになり、2013年1月に関係法令の改正により施行され、2014年より発売となる型式認定の新車から平成26年規制として適用されている。
平成26年規制の加速騒音については排気量ではなくパワーマスレシオ（Power to Mass Ratio 以下PMR）を算出した数値によって規制値が分けられることになり、PMRが50を越える高出力車両については広範囲の速度で騒音を測定する「追加騒音規定」が導入された。これにより欧州仕様が発売されている日本メーカーの日本国外専用車両は日本でも発売しやすくなり、規制の範囲内でより適正なエンジン出力のセッティングも行えるようになった。ただし第一種原動機付自転車の一部は対象外となっている。なお、この規制は型式認定車両だけでなく非型式指定車（並行輸入車）などにも適用され、それらの車両は2017年から適用されている。
2016年10月1日からは平成28年騒音規制が適用され、近接騒音の規制についても欧州の ECE R41-04 を準拠とすることになり、それまで排気量クラスごとに騒音数値の上限が設定されていた「絶対値」規制から、各車種ごとに数値を設定する「相対値」規制に変更され、これにより型式認定申請時または初回の車両登録時に近接騒音の測定を行い、以降はその測定値からの著しい増加を認めないことになった。これにより平成28年騒音規制適用車から加速騒音など他の騒音規制の数値に抵触しない範囲まで近接騒音の数値が上げられることになったが、その代わり登録時の数値から騒音を大きくさせないよう求められることになった。
なお輸入車および継続生産車への平成28年騒音規制適用は2021年からとなっている。また改造マフラーなどに適用される平成22年規制は現状のまま維持されている。

## オートバイをめぐる社会情勢

### 車両盗難
暴走族など犯罪集団の構成員が身元の割れない車両を用意するために盗難に及ぶほか、車種によっては自動車などと遜色ない金額であり、安定した需要が見込めることから、密輸や換金を目的とした犯罪組織による車両盗難事件が2002年の日本で一日平均700件、年間25万3000台以上のオートバイが盗難被害にあっている。

### 三ない運動
1990年代以前、若年層にオートバイが普及するとともに無謀な運転による死亡事故が急増し、暴走族のようなオートバイを使った反社会的な行動をとる集団が増えた。これらの影響を受け、オートバイそのものが社会問題と位置づけられる社会的背景が強まり、1970年代初頭に愛知県など一部の高校で「オートバイを買わない・乗らない・免許を取らせない」とする『三ない運動』を開始した。これが次第に全国に広がり、全国高等学校PTA連合会が1982年8月の宮城大会で同運動を正式に決議した。
しかし、一方的で理不尽な抑圧に対する反発から非行に走る例や、正規の方法で免許取得や車両購入ができないことから無免許で・また盗んで乗り回し、事故を起こす例が指摘され、1990年頃から三ない運動の問題点が注目されるようになった。1980年代の事故増加の他の原因が解消され事故件数が減少したことや、保護者らの教育に対する考え方の変化を受け、現在では安全教育を徹底することを前提としてオートバイを容認する教育機関が増えてきている。

### ライダーの変化
日本では1990年代半ばごろにバイクブームが沈静化し、少子化が社会現象として取り上げられるようになって以来、若年層のライダーが減少傾向にある一方で、中高年のライダーは増加する傾向にある。こうした中高年ライダーの増加のなかで、若い頃に一度オートバイに乗ることをやめて再び乗るようになった例を「リターンライダー」と呼んだり、中高年になってから初めて乗り始めた例を「遅咲きライダー」と呼んだりする例が、メディアやユーザーを中心に広がっており、ライダーの高齢化が進行している。リターンライダーは、1975年（昭和50年）より改正された、大型バイクを運転するために必要な自動二輪免許制度の憂き目に遭い、大型バイクを断念せざるを得なかった、1960年～1980年頃に生誕した年代に多い。
このように高齢化と少子化によって需要が減少しているため、国内専用モデルの開発が難しくなっている。
現代のライダーはオートバイを趣味の一つとして捉えるライト層が主流であり、絶対的な性能を要求するマニア層は少ないため、メーカーでも新車をオールドルックのようなスタイルに設定するなど対策を取っている。

### 駐車場問題

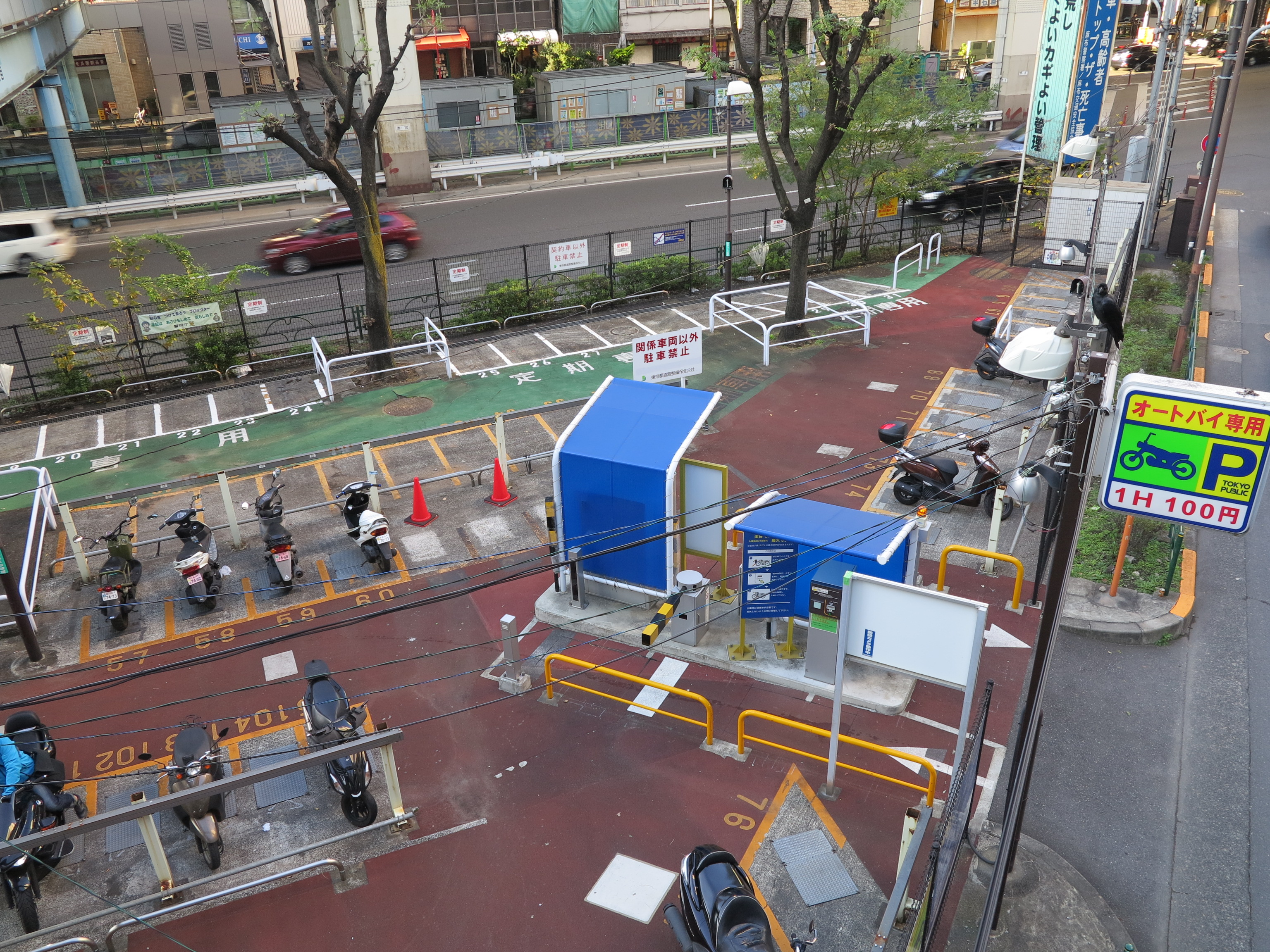
港区六本木のバイク用コインパーキング

ヨーロッパ各国ではオートバイの普及率が日本より少ないにもかかわらず、都市部の道路脇にオートバイ専用の駐車場所が設けられている例が少なくない。これに対して日本では、2006年の駐車場法改正まで原動機付自転車以外のオートバイ用駐車場の整備が義務づけられておらず、オートバイ用駐車場はほとんどなかった。四輪車用の駐車場や自転車駐輪場を利用しようとしても、様々な理由により管理者等に断られる場合が多かった。駐車場法改正によりオートバイも駐車場整備の対象となったが、その適用は施行後に計画あるいは作られた施設などが対象で、駐車場不足は未だに解消できていない。例えば、2005年に実施された日本二輪車普及安全協会の調査によると、民間駐車場の78.6%がオートバイの駐車は「お断り」で、オートバイ専用駐車枠を設けている民間駐車場は500件中28件 (5.6%) にとどまっている。また、東京都道路整備保全公社の2006年時点での調査によれば、東京都心22区におけるオートバイの駐車実態が1万3000台に対して、その駐車供給量は約1000台分しかない。
こうした実情の背景として、駐車場法の不備だけでなくオートバイは占有面積が少なく邪魔になりにくく、悪質な場合でない限り駐車違反の取締りから実質的に除外されることが多かったことがある。そのためオートバイ用駐車場の必要性が軽んじられてきた。ところが、2002年の交通バリアフリー法施行から、特に歩道上に駐車されたオートバイに対する取締りが徐々に目立つようになり、2006年6月1日の道路交通法改正からオートバイの駐車違反も四輪車と同様に厳しく取締るようになって、オートバイ用駐車場の不足が改めて深刻なものとして顕在化した。警視庁や警察庁が公開する首都圏におけるオートバイの駐車違反摘発件数によると、法改正直前の2005年までは緩やかに推移していたのに対し、2006年は2倍を超え、2007年には5倍以上の26万6806件となっている。こうした傾向は全国的にも同様で、改正道路交通法施行前の2005年にの摘発件数は全国で約11万件だったのに対し、2006年には改正道路交通法施行後の半年間（6月から12月まで）だけで約23万4千件、翌2007年には1年間で約52万1千件と急増している。一方で、四輪車を含めた全体での摘発件数は、2007年に全国で300万4383件、前年比105万595件 (53.8%) の増加であり、オートバイの摘発件数だけが急速に増加していることがわかる。
このオートバイ用駐車場の深刻な不足は駐車監視員制度の導入以前から指摘されており、その後オートバイ用駐車場の整備は進んだものの、日本自動車工業会の資料によると、2012年現在においても、自動二輪車の保有台数当たりの駐車場整備台数は四輪車の六分の一程度であり、深刻な状況は解消されてない。